# السليك بن السلكة
السُّليك بن عمرو بن سنان السعدي التميمي اشتهر بنسبه إلى أمه سلكة، من شعراء العرب في الجاهلية وفرسانهم.

## نسبه ونشأته
- هو: السُلَيك بن عمرو بن سنان بن عمير بن الحارث بن عمرو بن كعب بن سعد بن زيد مناة بن تميم بن مُر السعدي التميمي.[2]

وقد اشتهر بنسبته إلى أمه بـ  السليك بن سلكة وكانت أمةً سوداء.
وكان السليك من شعراء العرب في قبل الإسلام عاش في القرن السادس الميلادي، وهو أحد أغربة العرب، وفرسانهم، وعدائيهم.
وقد اضطر السليك للإغارة والسلب والنهب والصعلكة بسبب الجوع والفقر الذي كان يعيشه وقد عبر عن ذلك بشعره.

## معنى اسمه
السُّلَيك بِالتَّصْغِيرِ: فرخ الحَجَلة، والأُنثى سُلَكه، كما عند ابن السِّكِّيت في كتاب إصلاح المنطق.

## سرعته
كأيّ صعلوك آخر، كان فاتكاً عدّاءً يُضرب المثل فيه لسرعة عدوه حتى أنّ الخيل لا تلحقه لسرعته وكان يُضرب فيه المثل فيُقال «أعْدَى من السُّليك»

## من أخباره وغاراته
له وقائع وأخبار كثيرة ولم يكن يُغير على مُضَر وإنما يُغير على اليمن، فإذا لم يُمكنه ذلك أغار على ربيعة ومنها:
- قال الأصفهاني خرج السليك مع فتيان من قومه للإغارة على جماعة من مذحج و خثعم فكان أول من لقيه قيس بن المكشوح من مذحج فأسره السليك بعد أن ضربه ضربةً أشرفت على نفسه، ثم أصاب من نعمهم ما عجز عن حمله هو وأصحابه، وسبى أم الحارث بنت عوف الخثعمية يومئذٍ.[6]
- كذلك فقد أغار السليك على بكر بن وائل فقتل منهم يزيد بن رويم الشيباني وأخذ جميع إبله.[7]
- وأغار السليك بن سلكة على قبيلة تغلب وأخذ رجل منهم يقال له النعمان بن عقفان التغلبي ثم فكه.

وكانت أكثر غزواته في جنوب الجزيرة العربية على قبائل اليمن من خثعم ومذحج وبجيلة وغيرها.